# Lasianthus jackianus
Lasianthus jackianus är en måreväxtart som beskrevs av Robert Wight. Lasianthus jackianus ingår i släktet Lasianthus och familjen måreväxter. Inga underarter finns listade i Catalogue of Life.